# Col de Crête Sèche
Le col de Crête Sèche est un passage montagneux situé à 2 896 ou 2 899 mètres d'altitude entre la Vallée d'Aoste en Italie au sud et le canton du Valais en Suisse au nord.
Le col de Crête Sèche permet le passage entre le haut Valpelline, une vallée latérale de la Vallée d'Aoste, dans les Alpes pennines italiennes, et le val de Bagnes, une vallée de Suisse dans le district d'Entremont en Valais.
Le refuge Crête Sèche se trouve dans le val de Bionaz, dans le haut Valpelline à 2 392 mètres. Ce refuge se trouve à l'embouchure de la combe de Crête Sèche.
Jusqu'à la seconde moitié du XXe siècle, le versant suisse du col, laissait apparaître le glacier de Crête Sèche, aujourd'hui presque totalement disparu. Le glacier a laissé la place à un à-pic très raide, très instable avec des glissements de terrain. Les randonneurs de passage préfèrent éviter cet endroit dangereux.